# Isaac N. Coggs
 (juillet 2020).
Isaac Newton Coggs (5 juin 1920 - 8 avril 1973,) était un homme politique démocrate américain et défenseur des droits civiques originaire du Wisconsin. Coggs a été le deuxième représentant afro-américain d'un État à présider un comité législatif du Wisconsin (le premier étant LeRoy J. Simmons, 1945-1952). Il a été le premier membre afro-américain du conseil de surveillance du comté de Milwaukee .

## Jeunesse et carrière
Né à Muskogee, Oklahoma, Coggs est diplômé de l'Université du Wisconsin – Madison et a servi dans l'armée des États-Unis pendant la Seconde Guerre mondiale. Coggs était comptable de profession et a été président de la Northside Milwaukee Businessmen's Association, membre du conseil d'administration du YMCA, de la Légion américaine et des vétérans américains handicapés . Il a servi à l'Assemblée de l'État du Wisconsin de 1953 à 1964, puis au Conseil de surveillance du comté de Milwaukee de 1964 à 1968,.
Au cours de son mandat à l'Assemblée législative, Coggs a été président du Comité du bien-être public de l'Assemblée, et a été membre du Comité de révision et du Comité du centenaire de la guerre civile.

### Législation sur les droits civils
En juin 1961, Coggs a présenté un projet de loi sur les droits de l'homme à l'Assemblée du Wisconsin avec deux dispositions sur les droits civils : une loi sur le logement équitable et un plan de réforme des pratiques d'emploi équitables . Bien que le gouverneur du Wisconsin, Gaylord Nelson ait soutenu le projet de loi, il a été reçu avec réticence par le comité, puis confronté à des amendements pour le rejeter ou l'affaiblir. L'association nationale pour la promotion des gens de couleur a appelé à une protestation en réponse à l'opposition du projet de loi sur les marches du Capitole de l'État du Wisconsin. Sept cents partisans ont participé à des manifestations non violentes tout au long de l'été. Le 11 août, le projet de loi est rejeté par l'assemblée. Coggs a été déçu par ses collègues démocrates pour leur rejet de sa législation, déclarant que « nous avons un cas de Dixiecrats. La ligne Mason-Dixon est peut-être juste au sud de l'avenue Wisconsin. » 
Coggs avait une relation amicale avec le président John F. Kennedy. Kennedy a dit à Coggs qu'une photo de lui était accrochée dans son bureau.

## Récompenses et honneurs
En 1978, Milwaukee Health Services, Inc. a renommé l'un de ses centres de santé le «Isaac Coggs Heritage Health Center».
En 2017, dans la résolution 7 du Sénat du Wisconsin, Coggs a été honoré pour ses services à l'État.

## Remarques
1. ↑  Social Security Death Index
2. ↑  'Wisconsin Legislature-Assembly Journal,' Wisconsin Legislative Research Service: 1973, Motion Under Joint Rule 36, pg. 917
3. ↑  Isaac Coggs, Wisconsin Historical Society
4. ↑  'Politics Run In The Family,' Ebony, August 1984, Vol. 39. No. 10, pg 100
5. ↑  Jones, Patrick Damien. " 'The Selma of the North:' Race relations an civil rights insurgency in Milwaukee 1958-1970." The University of Wisconsin, Madison [Doctoral Thesis]. 2002. Accessed: February 16, 2013. https://search.proquest.com/dissertations /docview/305507259
6. ↑  Isaac N. Coggs Oral History Interview - John F. Kennedy Presidential Library